# Марко Добријевић
Марко Добријевић (Земун, 19. марта 2002) српски је фудбалер, који тренутно наступа за Рад.

## Каријера
Марко Добријевић је прве фудбалске кораке начинио у земунској школи фудбала Сан Марко, а потом је играо и за Алтину. Касније је приступио Црвеној звезди и за њу наступао до пионирске селекције, а затим је прешао у састав Рада. После три године које је провео у млађим категоријама тог клуба, Добријевић је крајем 2019. потписао свој први професионални уговор. После тога, почетком наредне године, са првим тимом је прошао зимске припреме у Анталији. Након паузе у Суперлиги Србије, изазване епидемијом вируса корона, Добријевић је свој први наступ у сениорској конкуренцији забележио у 27. колу, за такмичарску 2019/20, против екипе Црвене звезде. На терену је провео читав сусрет, а у 30. минуту му је показан жути картон. Потом је наступио и на свим преосталим сусретима до краја сезоне.
Током припрема на Златибору, истог лета, Добријевић је био најмлађи међу фудбалерима у тиму тренера Бранка Мирјачића. На отварању сезоне, Добријевић је добио прилику да наступа у пару са Николом Ђорићем, те су на тај начин обојица штопера у постави задовољавала услов бонус играча.

## Статистика

### Клупска
Ажурирано 22. августа 2020.
| Клуб | Сезона   | Лига             | Лига    | Лига   | Национални куп | Национални куп | Европа  | Европа | Остало  | Остало | Укупно  | Укупно |
| Клуб | Сезона   | Дивизија         | Наступа | Голова | Наступа        | Голова         | Наступа | Голова | Наступа | Голова | Наступа | Голова |
| ---- | -------- | ---------------- | ------- | ------ | -------------- | -------------- | ------- | ------ | ------- | ------ | ------- | ------ |
| Рад  | 2019/20. | Суперлига Србије | 4       | 0      | —              | —              | —       | —      | —       | —      | 4       | 0      |
| Рад  | 2020/21. | Суперлига Србије | 4       | 0      | 0              | 0              | —       | —      | —       | —      | 4       | 0      |
| Рад  | Укупно   | Укупно           | 8       | 0      | 0              | 0              | —       | —      | —       | —      | 8       | 0      |